# Paradise (série télévisée)
Pour les articles homonymes, voir Paradise.
Paradise est une série télévisée américaine de thriller politique créée par Dan Fogelman et diffusée depuis le 26 janvier 2025 sur Hulu.
La série a été globalement bien accueillie par la critique, saluée pour son scénario haletant et ses performances d’acteurs. En février 2025, face à cet engouement, Hulu a annoncé son renouvellement pour une deuxième saison.

## Synopsis
Trois ans après un événement apocalyptique ayant radicalement transformé le monde, un bunker souterrain colossal, de la taille d'une ville, situé dans le Colorado, abrite les derniers vestiges du gouvernement des États-Unis et une partie des survivants. Dans ce huis clos oppressant où tensions politiques et secrets d'État s'entremêlent, l'agent du Secret Service Xavier Collins se retrouve plongé au cœur d'un complot aussi mystérieux que dangereux.
Soupçonné à tort d'être impliqué dans l'assassinat du président des États-Unis, Cal Bradford, Xavier se lance dans une quête effrénée pour prouver son innocence et découvrir la vérité derrière ce meurtre. Mais dans ce bunker où les alliances sont précaires et où chaque conversation peut être surveillée, il ne sait plus à qui faire confiance. Chaque réponse qu'il obtient ne fait que soulever de nouvelles questions, révélant peu à peu une conspiration d'une ampleur insoupçonnée qui pourrait menacer non seulement le fragile équilibre du gouvernement en exil, mais aussi l'avenir même des survivants.
Alors que les tensions montent et que le chaos menace d'éclater, Xavier devra naviguer à travers un labyrinthe de manipulations politiques, d'intérêts divergents et de vérités cachées, tout en luttant pour sa propre survie.

## Distribution

### Acteurs principaux
- Sterling K. Brown (VF : Eilias Changuel) : Xavier Collins, chef de l'équipe du Secret Service assignée à la protection du président des États-Unis
- Julianne Nicholson (VF : Danièle Douet) : Samantha « Sinatra » Redmond, femme d'affaires autodidacte
- Sarah Shahi (VF : Anne Tilloy) : Dr Gabriela Torabi, psychothérapeute spécialisée dans le deuil
- Nicole Brydon Bloom (en) (VF : Marine Duhamel) : l'agent Jane Driscoll, membre de l'équipe du Secret Service assignée à la protection du président
- Aliyah Mastin (VF : Mélissa Berard) : Presley Collins, la fille adolescente de Xavier
- Percy Daggs IV (VF : Fanny Bloc) : James Collins, fils de Xavier
- James Marsden (VF : Damien Boisseau) : Cal Bradford, le président des États-Unis

### Acteurs récurrents
- Jon Beavers (en) (VF : Bertrand Nadler) : l'agent William « Billy » Pace, membre de l'équipe du Secret Service assignée à la protection du Président
- Krys Marshall (VF : Annie Milon) : Nicole Robinson, directrice du Secret Service
- Cassidy Freeman (VF : Nathalie Spitzer) : Jessica Bradford, première dame des États-Unis
- Gerald McRaney (VF : Philippe Ariotti) : Kane Bradford, père du président
- Enuka Okuma (VF : Corinne Wellong) : Dr Teri Rogers-Collins, épouse présumée morte de Xavier Collins
- Matt Malloy (VF : Jean-Claude Donda) : Henry Baines, vice-président des États-Unis
- Charlie Evans (VF : Arthur Raynal) : Jeremy Bradford, fils adolescent du président
- Ian Merrigan (en) : Trent, le bibliothécaire du bunker
- Michelle Meredith : Maggie, épouse de Trent et serveuse

 Source et légende : version française (VF) sur RS Doublage

## Production
En avril 2023, Hulu a officiellement commandé la série à la 20th Television, avec Dan Fogelman à l’écriture et à la production exécutive via Rhode Island Ave. Il est accompagné du producteur exécutif Jess Rosenthal, son collaborateur de longue date. Sterling K. Brown, en plus d’être le rôle principal de la série, a également été annoncé comme producteur exécutif, aux côtés de John Hoberg.
Le casting s’est étoffé progressivement. En février 2024, James Marsden est choisi pour incarner le Président Cal Bradford, tandis que Julianne Nicholson et Sarah Shahi ont rejoint le projet dans des rôles clefs. Quelques mois plus tard, en novembre 2024, Nicole Brydon Bloom, Aliyah Mastin et Percy Daggs IV ont été ajoutés à la distribution principale, renforçant ainsi l’ensemble du casting.
Le tournage a débuté en février 2024 sous le titre provisoire Paradise City, principalement à Los Angeles. La production a utilisé plusieurs décors en intérieur pour recréer l’atmosphère claustrophobique du bunker, où se déroule l’essentiel de l’intrigue. Des effets spéciaux numériques et des décors immersifs ont été mis en place pour accentuer la tension et l’aspect post-apocalyptique de la série.
Face à l’engouement du public et aux critiques positives, Hulu a annoncé, en février 2025, le renouvellement de la série pour une deuxième saison, confirmant son succès et laissant entrevoir un approfondissement de l’univers et des intrigues développées dans la première saison.

## Épisodes

### Première saison (2025)
1. Wildcat est mort (Wildcat Is Down)
2. Sinatra (Sinatra)
3. L'Architecte du bien-être social (The Architect of Social Well-Being)
4. Agent Billy Pace (Agent Billy Pace)
5. Aux palais des rois couronnés (In the Palaces of Crowned Kings)
6. Vous voulez un miracle ? (You Asked for Miracles)
7. Le Jour J (The Day)
8. Le Gardien des secrets (The Man Who Kept the Secrets)

### Deuxième saison (2026)
Elle est prévue pour 2026.

## Diffusion
La série a été diffusée pour la première fois sur Hulu aux États-Unis le 26 janvier 2025. Initialement, la série devait être lancée avec les trois premiers épisodes le 28 janvier 2025, mais la date de sortie a été avancée de deux jours, permettant aux spectateurs de découvrir l’intrigue plus tôt que prévu.
À l’international, la série est disponible sur Disney+, permettant ainsi une diffusion élargie à un public mondial.

## Distinctions
En 2025, Paradise s’est distinguée lors des Gotham TV Awards, où Sterling K. Brown a été nommé dans la catégorie Meilleure performance principale dans une série dramatique, saluant son interprétation intense et nuancée du personnage principal. James Marsden a également été reconnu pour son travail, obtenant une nomination dans la catégorie Meilleure performance dans un second rôle dans une série dramatique, soulignant sa contribution essentielle à l’équilibre dramatique et émotionnel de la série.
La série a ensuite confirmé son succès critique lors de la 77e cérémonie des Primetime Emmy Awards, en récoltant un total de quatre nominations majeures. Paradise a ainsi été sélectionnée dans la prestigieuse catégorie Série dramatique exceptionnelle, affirmant sa place parmi les œuvres télévisuelles les plus remarquées de l’année. Sterling K. Brown a une fois de plus été mis à l’honneur, cette fois dans la catégorie Meilleur acteur principal dans une série dramatique, tandis que Julianne Nicholson et James Marsden ont respectivement reçu des nominations pour Meilleure actrice dans un second rôle et Meilleur acteur dans un second rôle dans une série dramatique, témoignant de la qualité du jeu d’ensemble qui caractérise la série.

## Accueil et critiques

### Audience
Paradise a été la série la plus regardée en streaming aux États-Unis entre le 27 janvier et le 2 février. Elle a également dominé les classements au Canada sur cette même période.
Le 3 février, The Walt Disney Company a annoncé que le premier épisode avait cumulé sept millions de vues dans le monde au cours de ses neuf premiers jours de diffusion, confirmant son succès international. Par la suite, la série a continué à captiver les spectateurs, restant la série la plus regardée en streaming aux États-Unis entre le 24 février et le 2 mars.

### Critiques
Sur le site Rotten Tomatoes, la série obtient un score de 80 % basé sur 56 critiques, avec une note moyenne de 6,5/10. Le consensus critique du site indique : « Grouillant de concepts et de thèmes captivants, Paradise est une réunion surchargée mais incroyablement ambitieuse entre Sterling K. Brown et son créateur Dan Fogelman. »
Sur Metacritic, qui attribue des notes selon une moyenne pondérée, la série obtient un score de 69 sur 100 basé sur 34 critiques, indiquant des avis généralement favorables.

#### Critiques positives
Amy Amatangelo de Paste lui a attribué une note de 9/10, mettant en avant la maîtrise de Dan Fogelman dans l’art de la manipulation émotionnelle. Elle souligne la narration captivante et la profondeur émotionnelle qui plongent les spectateurs au cœur du drame. Amatangelo salue la performance de Sterling K. Brown, notamment sa rage stoïque et contenue, et met en avant le jeu nuancé et complexe de James Marsden dans le rôle du Président Bradford. Elle apprécie particulièrement le mélange entre drame familial et thriller de science-fiction, notant que le cadre souterrain du bunker offre une dynamique intrigante. Elle admet cependant que si l’on examine le scénario de trop près, son postulat peut montrer des failles, mais cela n’empêche pas Paradise d’être un thriller efficace, rythmé et porté par des performances solides, tout en rendant hommage à la pop culture des années 1980 et 1990.
Lucy Mangan de The Guardian a donné à la série 4 étoiles sur 5, la qualifiant de thriller captivant et stimulant, mettant en avant les performances exceptionnelles de Sterling K. Brown et James Marsden. Elle loue l’équilibre entre un décor américain classique et une intrigue menée par des flashbacks, où l’enquête sur la mort du Président Bradford se mêle aux tensions politiques et aux conflits personnels. Mangan estime que la narration centrée sur les personnages est particulièrement réussie, abordant avec justesse la psychologie humaine, le deuil et les jeux de confiance dans un monde confiné. Pour elle, Paradise allie habilement un polar bien ficelé à une complexité émotionnelle, et la performance de Brown ajoute de la gravité et du sérieux à l’ensemble.

#### Avis mitigés mais encourageants
Josh Rosenberg d’Esquire salue la série pour son mélange original d’espionnage politique et de science-fiction, trouvant son postulat intrigant et son contexte technologique mystérieux rafraîchissants. Il évoque des influences proches des drames de science-fiction du début des années 2000, tout en admettant que la série pourrait se heurter aux limites de son propre concept. Malgré ces risques narratifs, Rosenberg considère que les retrouvailles entre Sterling K. Brown et Dan Fogelman sont prometteuses, et il met en avant la profondeur émotionnelle du personnage principal, portée avec brio par Brown. Il estime que si Paradise repose sur des bases ambitieuses, son avenir dépendra de sa capacité à maintenir son équilibre entre complexité narrative et accessibilité pour le public.

#### Avis plus nuancés
Peter Travers d’ABC News met en avant la performance charismatique de Sterling K. Brown et salue la structure en flashbacks, qui permet de découvrir le Président assassiné à travers des souvenirs emplis d’humour et d’émotion, grâce à l’interprétation de James Marsden. Il considère que le cadre dystopique et les éléments de thriller politique offrent une expérience immersive, bien que certaines intrigues secondaires puissent parfois sembler déroutantes. Travers note que si Paradise ne révolutionne pas le genre, elle reste néanmoins "merveilleusement accessible", un divertissement efficace pour les amateurs de thrillers intelligents et immersifs.

#### Bilan critique
Dans l’ensemble, la série a reçu des critiques majoritairement positives, notamment pour ses performances d’acteurs, son ambiance immersive et son mélange réussi entre thriller politique et science-fiction. Bien que certains critiques aient souligné que son concept ambitieux pouvait présenter des fragilités, la série a été saluée pour son audace narrative et son approche émotionnelle forte.